# 單齒澤蘚
單齒澤蘚（学名：Philonotis bartramioides）为珠蘚科澤蘚屬下的一个种。

## 扩展阅读
- 維基物種上的相關：單齒澤蘚